# 卫星国
卫星国（英語：Satellite State）是一類在表面上宣稱自己為獨立國，但實际上的政治、經濟、軍事卻受另一國嚴重控制的國家，屬於從屬國的一种。
“卫星国”一词最主要用在冷战期间，主要指在受到苏联的影响，且參加《華沙公約組織》的所有中欧及东欧國家。另外，东亚的蒙古人民共和国（1924－1990）和唐努圖瓦雖然未參加華約，但也時常被算在内。冷战时，这个词在西方國家的語境中代表着苏联的霸权主义，受蘇聯影響的國家只能充當圍繞在其身旁的卫星，無法獲得與蘇聯平等的權力。以最廣義的角度來說，这个词也可指冷战時一切被苏联影響的共产国家，例如朝鲜民主主义人民共和国（尤其是在朝鲜战争时）、古巴共和国（尤其是在1972年古巴加入经互会时）和北越（越南戰爭時）。雖然“衛星國”這個詞主要用來描述蘇聯控制下國家，但也可用於美國控制下的國家，例如越南戰爭時的南越。在發生战争或者政治对抗期间，卫星国会被当做是宗主国與其敌国之间的缓冲国。
在西方用法中，“衛星國”很少用来指代那些蘇聯勢力範圍之外的共產國家；而在蘇聯自己的用法中，該詞只用於納粹德國、法西斯意大利、日本帝國的傀儡國。依《牛津英语词典》的文獻記錄，英語中的“Satellite state”一词汇最早在1916年時就已經出現。

## 苏联的卫星国

### 一战后
1921年蒙古革命爆发后，外蒙古革命者在苏俄红军支持下驱逐了佔據庫倫的俄国白军，革命也终止了自1691年多倫會盟起中國對外蒙古的權威（雖然1911年蒙古宣布獨立於清朝，但在1919年其自治被北洋政府廢除）。尽管在此之后蒙古仍然名義上保留君主博克多汗，但在博克多汗去世后，1924年11月26日蒙古人民共和国成立，随着蒙古人民黨內部的一系列冲突，苏聯的影响力越来越大，此後蒙古一直被外界認為是蘇聯的衛星國。蘇聯的壓力还促使1946年中國國民政府正式承認外蒙古獨立。冷戰期間，蒙古繼續受蘇聯的強大影響，直至1990年蒙古民主革命和駐蒙古蘇軍撤出為止。
俄国内战期间，红军和白軍在烏梁海邊疆區反覆爭奪，雖然中國北洋軍在1920年1月一度占领了其主張的唐努乌梁海，但隨後被白軍驅逐，紅軍勝利後在1921年8月成立了唐努-图瓦人民共和国，圖瓦作為衛星國參與二戰的蘇聯一方作戰，最終在1944年被苏联直接吞并。
远东共和国是外國干涉期間苏聯在亚洲扶持的另一个卫星国，也可被認為是蘇聯的缓冲国。

### 二战后
第二次世界大战末期，东欧和中欧大部分的国家都被苏军占领，在战后，苏军协助当地共产党取得政权，并在其中的每个国家都建立了斯大林主义系统。他们包括：
- 阿爾巴尼亞人民共和國（1944－1991，1976年改稱阿爾巴尼亞社會主義人民共和國，作为卫星国直至1960年）
- 波蘭人民共和國（1944－1989）
- 保加利亞人民共和國（1946－1990）
- 羅馬尼亞人民共和國（1947－1965）
- 捷克斯洛伐克社會主義共和國（1948－1989）
- 德意志民主共和國（1949－1989）
- 匈牙利人民共和国（1949－1989）

南斯拉夫有时也被认为是一个苏联卫星国之一，但是在1948年南斯拉夫領袖铁托與苏联領袖斯大林交恶后，共产党情报局的工作处从贝尔格莱德迁移到了布加勒斯特，南斯拉夫后来又参与发起了不结盟运动。此外，恩维尔·霍查獨裁统治下的阿尔巴尼亚与苏联的关系在1960年后者发起去斯大林化运动后破裂。上述的二国仅在1945年至1948年/1960年是所谓“东方集团”的成员。
阿富汗民主共和國从1979年至1989年也属于苏联的卫星国，该国与东方阵营的关系密切，在1979年至1989年的阿富汗战争中直接受苏联军事力量的支持。
伊宁事变后建立的東突厥斯坦共和國也是苏联的一个卫星国，直至其被中华人民共和国并入新疆维吾尔自治区，由中华人民共和国控制。

## 冷战后
评论家在冷战后曾在美国对中东进行武装干涉时使用了“卫星国”一词，指出美国在中东的行动可能导致“美国卫星国”的出现。在反恐戰爭爆發後，威廉·普法夫（William Pfaff）曾说美军在伊拉克戰爭的軍事行动“将伊拉克转变为美国的卫星国”。
这个词汇也被用来形容黎巴嫩和叙利亚之间的关系，后者被指责干预前者的内政事务。叙利亚曾在1976－2005年駐軍黎巴嫩，而以色列也在1982－2000年在黎巴嫩南部駐軍。
由于加拿大、澳大利亚两国和美国在经济、政治、军事上的密切合作与依附关系，有评论认为加拿大、澳大利亚是美国的“卫星国”，甚至称为“美国第51州”。
韓国由於在二戰结束，美国从日本接收南朝鲜后，韩国境內一直有美軍駐軍和美国部署的重武器，还有自二戰後與美國保持密切的關係，包括國防和政府，也無獨立于美國的國家及外交決策。因而反美人士認為韩国為美國在亞洲的“卫星国”，甚至某部分日本和中国的网友戏称韩国为美国的殖民地或是美国承认的“僞满洲国”。
斯威士兰和莱索托都被描述为南非的卫星国家。

## 列表
| 衛星國                     | 支配國                     | 政治體制     | 時間       | 國旗                         | 國徽 | 地圖 |
| -------------------------- | -------------------------- | ------------ | ---------- | ---------------------------- | ---- | ---- |
| 烏克蘭國                   | 德意志帝國                 | 共和制       | 1917       |                              |      |      |
| 蒙古人民共和国             | 苏联                       | 社會主義國家 | 1924－1990 | 蒙古人民共和国               |      |      |
|                            | 苏联                       | 社會主義國家 | 1948－1953 | 朝鲜民主主义人民共和国       |      |      |
| 图瓦人民共和国             | 苏联                       | 社會主義國家 | 1921－1944 | 圖瓦人民共和國               |      |      |
| 東突厥斯坦共和國           | 苏联                       | 社會主義國家 | 1944－1946 |                              |      |      |
| 阿爾巴尼亞人民共和國       | 苏联                       | 社會主義國家 | 1944－1960 | 阿尔巴尼亚社会主义人民共和国 |      |      |
| 波蘭人民共和國             | 苏联                       | 社會主義國家 | 1944－1989 | 波兰人民共和国               |      |      |
| 保加利亞人民共和國         | 苏联                       | 社會主義國家 | 1946－1990 | 保加利亞人民共和國           |      |      |
| 羅馬尼亞人民共和國         | 苏联                       | 社會主義國家 | 1947－1965 | 罗马尼亚社会主义共和国       |      |      |
| 捷克斯洛伐克社會主義共和國 | 苏联                       | 社會主義國家 | 1948－1989 | 捷克斯洛伐克                 |      |      |
| 东德                       | 苏联                       | 社會主義國家 | 1949－1989 | 东德                         |      |      |
| 匈牙利人民共和国           | 苏联                       | 社會主義國家 | 1949－1989 | 匈牙利人民共和国             |      |      |
| 阿富汗民主共和國           | 苏联                       | 社會主義國家 | 1978－1989 | 阿富汗                       |      |      |
| 柬埔寨人民共和國           | 越南                       | 社會主義國家 | 1979－1989 | 柬埔寨                       |      |      |
|                            | 越南                       | 社會主義國家 | 1976－1991 | 老挝                         |      |      |
| 巴拿马                     | 美国                       | 共和制       | 1903－1968 | 巴拿马                       |      |      |
| 古巴                       | 美国                       | 共和制       | 1902－1958 | 古巴                         |      |      |
| 伊拉克王國                 | 大不列顛及北愛爾蘭聯合王國 | 君主立憲制   | 1932－1958 | 伊拉克王國                   |      |      |
| 尼泊爾王國                 | 大不列顛及北愛爾蘭聯合王國 | 君主制       | 1846－1951 | 尼泊爾王國                   |      |      |
| 伊拉克                     | 美国                       | 共和制       | 2003－2004 | 伊拉克                       |      |      |
| 不丹                       | 印度                       | 君主立宪制   | 1950－     | 不丹                         |      |      |
| 賴索托                     | 南非                       | 君主立憲制   | 1966－     | 莱索托                       |      |      |
|                            | 南非                       | 君主專制     | 1968－     | 史瓦帝尼                     |      |      |

### 引用
1. ↑  .   [2014-03-08]. （原始内容存档于2017-08-16）.
2. 1 2  Sik, Ko Swan. . 1990: 39  [2014-03-08]. ISBN 9780792308768. （原始内容存档于2014-10-21）.
3. ↑  Wood, Alan. . Routledge. 2005: 62 [1990]  [2009-09-10]. ISBN 978-0-415-30732-1. （原始内容存档于2020-08-19）.
4. 1 2 3  Narangoa, Li; Cribb, Robert B. . 2003: 13,66  [2014-03-08]. ISBN 9780700714827. （原始内容存档于2015-02-21）.
5. ↑  Wettig 2008，第69頁
6. 1 2  Rao 2006，第280頁
7. 1 2  Langley 2006，第30頁
8. ↑  Merkl 2004，第53頁
9. ↑  Rajagopal 2003，第75頁
10. ↑  Olsen 2000，第19頁
11. ↑  .   [2014-03-08]. （原始内容存档于2017-10-12）.
12. ↑  Cooley, John. . Christian Science Monitor. June 18, 2008  [2009-11-09]. （原始内容存档于2020-05-22）.
13. ↑  Wachter, Paul. . Salon. January 26, 2002  [2009-11-09]. （原始内容存档于2010-05-23）.
14. ↑  .   [2014-05-20]. （原始内容存档于2022-05-13）.
15. ↑  .   [2014-05-20]. （原始内容存档于2014-05-18）.
16. ↑  .   [2014-07-24]. （原始内容存档于2020-07-13）.
17. ↑  .   [2014-07-24]. （原始内容存档于2020-12-16）.
18. ↑  环球时报.西媒兴奋中国"冷落朝鲜" 忧韩国成中国卫星国[J].环球时报, 2014.
19. ↑  Mehran Kamrava. . Routledge. 2008: 73–  [2020-10-12]. ISBN 978-0-415-77304-1. （原始内容存档于2020-11-19）.